# Pilocosta campanensis
Pilocosta campanensis är en tvåhjärtbladig växtart som först beskrevs av Frank Almeda och Whiffin, och fick sitt nu gällande namn av Frank Almeda. Pilocosta campanensis ingår i släktet Pilocosta och familjen Melastomataceae. Inga underarter finns listade i Catalogue of Life.